# Sint-Gertrudiskerk (Blegny)

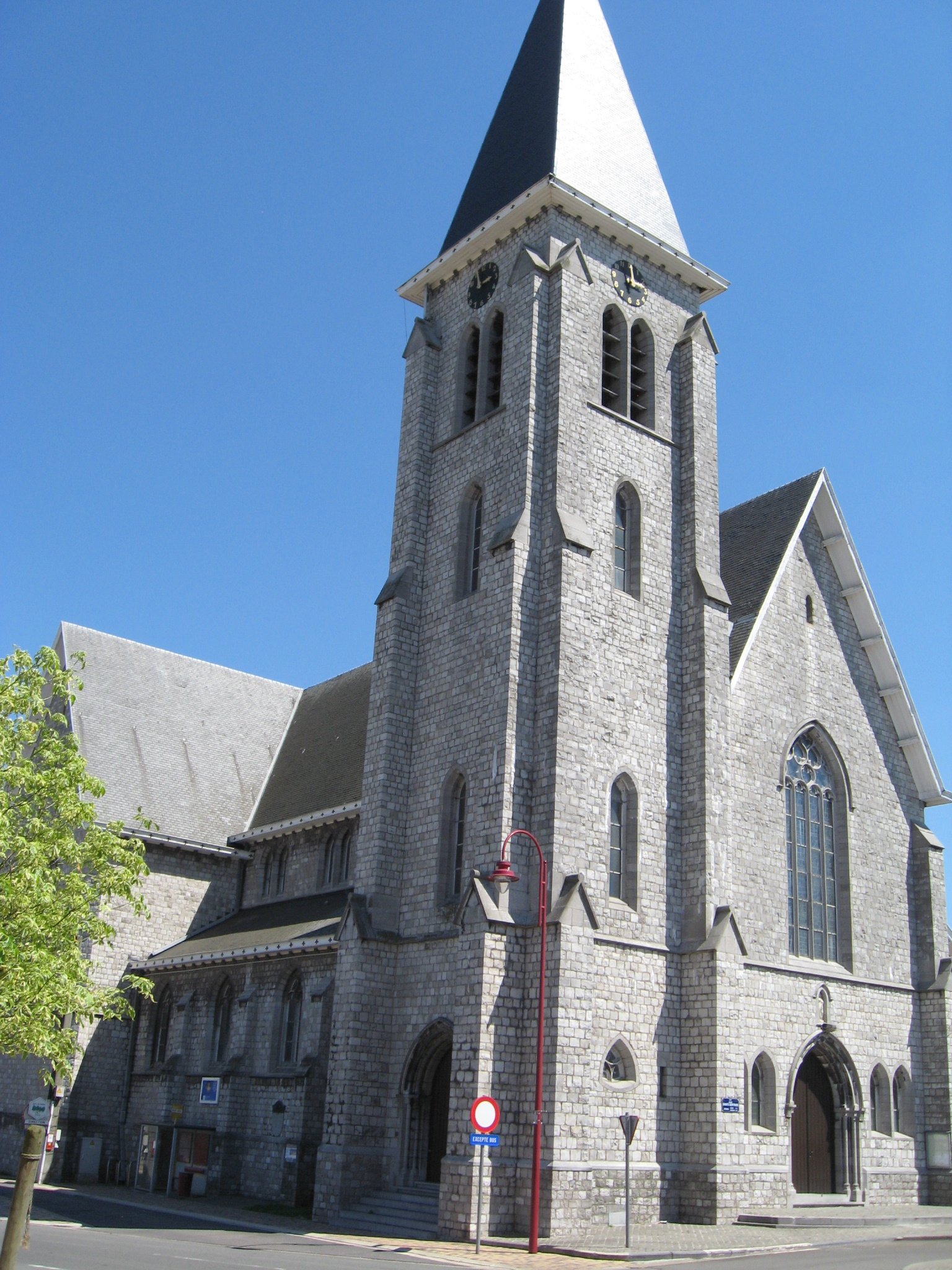
Sint-Gertrudiskerk

De Sint-Gertrudiskerk (Église Sainte-Gertrude) is de parochiekerk van Blegny, behorende tot de gelijknamige Belgische gemeente en gelegen aan het Place Sainte-Gertrude.

## Geschiedenis
Begin 16e eeuw was er sprake van een kapel die ondergeschikt was aan de Sint-Pietersparochie van Mortier. In 1712 werd deze herbouwd. Van 1892-1893 werd op deze plaats een neogotische parochiekerk gebouwd naar ontwerp van Auguste Van Assche. In 1897 werd deze kerk ingezegend, maar op 16 augustus 1914 werd de kerk in brand geschoten.
In 1920 werd de kerk herbouwd naar ontwerp van Emile Deshayes, maar in 1940 werd ze vrijwel geheel verwoest. Van 1952-1961 werd aan de herbouw gewerkt, opnieuw in neogotische stijl. Albert Guillite was de architect. In 1965 werd de herbouwde kerk ingezegend.

## Gebouw
Het betreft een driebeukige bakstenen basilicale kruiskerk met veelhoekig afgesloten koor en een aangebouwde toren, welke gedekt wordt door een tentdak.
De kerk bezit enkele gepolychromeerd houten beelden uit de eerste helft van de 18e eeuw. Van belang zijn verder de glas-in-loodramen van 1967, vervaardigd door Louis Jaquemart.